# كوبا ليبرتادوريس 2013
كوبا ليبرتادوريس 2013 هو الموسم 54 من  كوبا ليبرتادوريس. أقيم خلال الفترة 22 يناير 2013 وحتى 24 يوليو 2013، والذي يشرف على تنظيمه كونميبول، وكان عدد الأندية المشاركة فيه 38 نادٍ، وفاز فيه أتلتيكو مينييرو. فاز بجائزة أفضل هداف في الدوري البرازيلي جو، بإجمالي 7 هدف

## نتائج الموسم

### دور ال 16
| فريق 1          | مجموع                   | فريق 2              | الجولة الأولى | الجولة الثانية |
| --------------- | ----------------------- | ------------------- | ------------- | -------------- |
| ساو باولو       | 2–6                     | أتلتيكو مينيرو      | 1–2           | 1–4            |
| غريميو          | 2–2 (أهداف خارج الأرض)  | سانتا في            | 2–1           | 0–1            |
| أتلتيكو تيغري   | 2–3                     | أوليمبيا            | 2–1           | 0–2            |
| بوكا جونيورز    | 2–1                     | كورينيثيانز         | 1–0           | 1–1            |
| نيولز أولد بويز | 2–2 (أهداف خارج الأرض)  | فيليز سارسفيلد      | 0–1           | 2–1            |
| إيميلك          | 2–3                     | فلومينينسي          | 2–1           | 0–2            |
| Real Garcilaso  | 1–1 (4–1 ضربات ترجيحية) | ناسيونال مونتيفيديو | 1–0           | 0–1            |
| تيخوانا         | 2–1                     | بالميراس            | 0–0           | 2–1            |

### ربع النهائي
| فريق 1         | مجموع                    | فريق 2          | الجولة الأولى | الجولة الثانية |
| -------------- | ------------------------ | --------------- | ------------- | -------------- |
| تيخوانا        | 3–3 (أهداف خارج الأرض)   | أتلتيكو مينيرو  | 2–2           | 1–1            |
| Real Garcilaso | 1–5                      | سانتا في        | 1–3           | 0–2            |
| فلومينينسي     | 1–2                      | أوليمبيا        | 0–0           | 1–2            |
| بوكا جونيورز   | 0–0 (9–10 ضربات ترجيحية) | نيولز أولد بويز | 0–0           | 0–0            |

### نصف النهائي
| فريق 1          | مجموع                   | فريق 2         | الجولة الأولى | الجولة الثانية |
| --------------- | ----------------------- | -------------- | ------------- | -------------- |
| نيولز أولد بويز | 2–2 (2–3 ضربات ترجيحية) | أتلتيكو مينيرو | 2–0           | 0–2            |
| أوليمبيا        | 2–1                     | سانتا في       | 2–0           | 0–1            |

### النهائي
لُعب النهائي بنظام الذهاب والإياب وجمع بين أوليمبيا أسونسيون الباراغواياني وأتلتيكو مينيرو البرازيلي. أُقيمت مباراة الذهاب على ملعب ديفنسوريس دل تشاكو في أسونسيون يوم 17 يوليو 2013، بينما لُعبت مباراة الإياب على أرضية ملعب مينيراو في مدينة بيلو هوريزونتي يوم 24 يوليو 2013.